# Muschampia
Muschampia — рід денних метеликів родини головчаків (Hesperiidae).

## Поширення
Представники роду поширені в Європі та значній частині Азії (за винятком південно-східної частини континенту). В Україні поширені три представники роду: головчак ґратчастий, головчак Прото та головчак мозаїчний.

## Види
Рід включає 19 видів:
- Muschampia antonia (Speyer, 1879)
- Muschampia cribrellum (Eversmann, 1841) — головчак ґратчастий
- Muschampia gigas (Bremer, 1864) — головчак великий
- Muschampia kuenlunus (Grum-Grshimailo, 1893)
- Muschampia leuzeae (Oberthür, 1881)
- Muschampia lutulenta (Grum-Grshimailo, 1887)
- Muschampia mohammed (Oberthür, 1887)
- Muschampia musta Evans, 1949
- Muschampia nobilis (Staudinger, 1882)
- Muschampia nomas (Lederer, 1855)
- Muschampia plurimacula (Christoph, 1893)
- Muschampia poggei (Lederer, 1858)
- Muschampia prometheus (Grum-Grshimailo, 1890)
- Muschampia proteus (Staudinger, 1886)
- Muschampia protheon (Rambur, 1858)
- Muschampia proto Ochsenheimer, 1808 — головчак Прото
- Muschampia staudingeri (Speyer, 1879)
- Muschampia tersa Evans, 1949
- Muschampia tessellum (Hübner, 1803) — головчак мозаїчний